# 長崎セインツ
長崎セインツ（ながさきセインツ、Nagasaki Saints）は、かつて存在した日本の野球チーム。長崎県を本拠地としてプロ野球独立リーグ・四国・九州アイランドリーグ（現・四国アイランドリーグplus）に所属していた。略称「長崎S」。
2008年加盟。2010年のシーズンをもってリーグを脱退。運営会社の株式会社県民球団長崎セインツは、2010年12月に破産した。

## 概要
元佐世保市職員で、佐世保で事業を営んでいた地頭薗哲郎が、長崎市の姉妹都市である米国セントポール市のセントポール・セインツ（アメリカン・アソシエーション）に触発されて独立リーグチームを企図したことで誕生した。このため、チーム名はセントポール・セインツが由来で、ロゴマークのライセンス契約を結んでいた（ただし、長崎のロゴカラーは黄色でセントポールの青色とは異なる）。四国・九州アイランドリーグの中では唯一、英単語一語の名称だった。セイントが聖人を意味することから、キリスト教関連遺産の世界遺産登録を目指している長崎のPRにつながるとの配慮もあったという。
本拠地については公式に定められていなかったが、2008年は40試合中佐世保野球場で31試合、2009年は34試合、2010年は38試合中36試合が開催されており、事実上の本拠地球場であった。このほか、長崎県営野球場（ビッグN）・平戸赤坂野球場・長崎市総合運動公園かきどまり野球場でも開催された。初年度の2008年は島原市営球場と熊本県の藤崎台県営野球場でも試合が実施された。なお、雨による日程変更で対徳島インディゴソックス戦を、2008年前期には徳島県営蔵本球場で、2010年前期は徳島県南部健康運動公園野球場で1試合ずつ、それぞれ主催試合として開催した。

## 成績

### シーズン
| 年度 | 期 | 監督             | 順位 | 試合 | 勝利 | 敗戦 | 引分 | 勝率 | ゲーム差 | 打率 | 防御率 | 本塁打 |
| ---- | -- | ---------------- | ---- | ---- | ---- | ---- | ---- | ---- | -------- | ---- | ------ | ------ |
| 2008 | 前 | 河埜敬幸         | 6    | 40   | 8    | 24   | 8    | .250 | 16.0     | .225 | 3.35   | 13     |
| 2008 | 後 | 島田誠・前田勝宏 | 5    | 40   | 18   | 21   | 1    | .461 | 6.0      | .225 | 3.35   | 13     |
| 2009 | 前 | 長冨浩志         | 1    | 40   | 22   | 12   | 6    | .647 | 2.5(注)  | .270 | 3.22   | 48     |
| 2009 | 後 | 長冨浩志         | 4    | 40   | 17   | 17   | 6    | .500 | 5.0      | .270 | 3.22   | 48     |
| 2010 | 前 | 長冨浩志・古屋剛 | 5    | 38   | 13   | 23   | 2    | .361 | 12.0     | .248 | 3.42   | 26     |
| 2010 | 後 | 古屋剛           | 5    | 38   | 11   | 24   | 3    | .314 | 13.5     | .248 | 3.42   | 26     |

※金地は優勝
- 注：2位とのゲーム差

### リーグチャンピオンシップ
- 2009年 - 0勝3敗（対戦は高知）

## 歴史

### アイランドリーグ加盟まで
前身は社会人野球のクラブチーム・佐世保ドリームスターズ。成績が振るわなかったために「クラブチームでは限界がある」として2006年10月に同チームを発展的に解消。選手全員の所属を解いて新たに選手を募集し直し、無所属のチームとして発足した。当時、選手らはハウステンボスなどで働きながら野球に臨んでいた。
総監督に歌手の前川清を迎え、2007年3月31日に初の試合をおこなう。対戦相手は萩本欽一率いる茨城ゴールデンゴールズ。7月7日に四国アイランドリーグ選抜チーム・ドリームスと交流試合をおこなった。
8月27日は四国へ遠征し高知市で四国IL・高知ファイティングドッグス、翌8月28日にさぬき市志度総合運動公園野球場で香川オリーブガイナーズ・徳島インディゴソックス合同チームと練習試合をおこなった。
無所属チーム時代の監督は初代の古賀豪紀、2代目の池辺巌を経て元福岡ソフトバンクホークス2軍コーチの河埜敬幸が就任し、河埜はそのまま四国・九州アイランドリーグ加入後の初代監督となった。チームアドバイザーは福本豊。
オーナー兼球団社長の地頭薗哲郎が2008年の発足をめざして自ら計画していたプロ野球独立リーグ・九州リーグに、長崎県を拠点とするチームとして参加する予定だったが、リーグの立ち上げが遅れる見込みとなったことから、2008年度からの四国・九州アイランドリーグ参入が2007年10月24日に発表された。

### 2008年（1年目）
- アイランドリーグ加入時のコーチは岡本克道[8]と藤本博史（選手兼任）[9]だった。
- アイランドリーグへの加入時にはトライアウトで獲得した選手を主体とした選手構成で、分配ドラフトで獲得した選手についても監督の河埜が「キャンプインの時点でトレーニング不足」と評する[10]など戦力の薄さが懸念され、河埜は開幕前に「リーグの足を引っ張らないよう戦いたい」と述べていた[11]。開幕直前にカープアカデミーからの派遣選手2名を加える[12]などの補強を行ったが、開幕当初は大差での敗戦が続いた[13]。その後、成績不振の選手を解雇するなどして戦力が整い始め、前期終盤には最下位脱出の可能性も見えたが、前期は6位となった。前期終了後、6月30日付で河埜監督・岡本克道コーチとの契約を解除した[14]。シーズン途中での監督の退任はリーグでは初めてである。後期は元福岡ソフトバンクホークスコーチの島田誠が臨時監督に就任し、選手の前田勝宏が投手コーチを兼任することが6月28日に発表された[15]。その後、7月5日になって島田は総監督、選手兼任コーチの前田勝宏を選手兼任の監督代行とする形に変更された[16]。後期は前期に大きく負け越した香川に3試合連続で完封勝ちを収めたりする[17]など戦力の向上が見られ、一時は貯金を持って3位に付けたが、後半に8連敗を喫して後退。勝率5割には届かなかったが、5位に順位が浮上した（年間でも5位）。年間でのチーム成績は、得点、防御率、失策、盗塁数がリーグワースト、本塁打と打率は低い方から2番目であった[18]。
- シーズン終了後、島田総監督・前田監督代行と藤本兼任コーチは退団[19]。島田については告知がなかったが、翌年度のスタッフには含まれていなかった[20]。長冨浩志が新監督に、谷口功一と古屋剛がコーチに就任することが発表された[21]。また運営スタッフも地頭薗社長はオーナー専任となり、長崎出身で元V・ファーレン長崎取締役の森貴信が2009年1月1日付で代表取締役社長に就任した[22]。

### 2009年（2年目）
- 2009年の前期は開幕2試合目から8連勝（2引分を含む）を記録して波に乗り、そのまま首位を譲ることなく6月21日に初の前期優勝を達成した。BCリーグから移籍した根鈴雄次や末次峰明の加入で打力が向上し[23]、酒井大介・藤岡快範・土田瑞起らの投手力[24]が噛み合って2年目にして初のタイトルを獲得した。九州のチームとしても初の優勝である。
- 経営問題が再び報じられる中、後期途中の9月4日付で森球団社長は「一身上の都合」で辞任し、後任が決まるまでは地頭薗オーナーが兼任することとなった[25]。後期は首位争いにも加わったが、最終的に勝率5割の4位であった。また、半期優勝チームとしては前年の愛媛に続いて年間個人タイトルホルダーがいなかった。
- 高知ファイティングドッグスとの対戦となったリーグチャンピオンシップは、高知での1・2戦に連敗したことが響き、0勝3敗で高知の優勝を許した。
- 10月29日のドラフト会議で、松井宏次が東北楽天ゴールデンイーグルスから育成選手枠で指名された。チームとしては初（結果的に唯一）のNPB指名者となった[注釈 3]。

### 2010年（3年目）
- アイランドリーグでは、リーグ戦に参加する九州唯一の球団となったが、資金難による撤退の可能性が報じられる中での開幕となった（詳細後述）。
- 成績不振を理由に前期途中の4月30日付で長冨浩志監督を解任、5月1日付で古屋剛コーチが監督に就任した[26]。後任のコーチについては決定次第発表するとしていたが[26]、シーズン終了まで空席のままで終わった。
- 6月1日付でハウステンボス社長・エイチ・アイ・エス会長の澤田秀雄が球団顧問に就任[27][注釈 4]。澤田は就任が決まった5月26日に発表したコメントで「個人として応援させていただくことになりました」と述べている[27]。
- 前期は序盤から低迷し、上記の監督交代後も5月に7連敗を記録。一度も浮上することなく2年ぶりの最下位（5位）となった。
- 9月21日、アイランドリーグを撤退することが報じられる[29]。9月24日にホームゲーム最終戦。9月27日にレクザムスタジアムの香川戦でシーズン最終戦を戦い、後期も11勝24敗3分で最下位に終わる。個人タイトル獲得者はなかった。9月29日、撤退が正式に決定[30]。

## 解散に至る経緯
発足時に球団側は一試合平均で1400名の動員を目標としていた。しかし、開幕直後に敗戦が続いたこともあって客足は伸び悩み、初年度の入場者数は40試合で20,621人（1試合平均515人）であった。リーグでは4番目であるものの、球団存続の危機に見舞われた前年の高知とほぼ同水準であった。
これに加えて、運営面では支援企業の獲得が球団が予想したほど進まなかった。開幕前の2008年1月に球団関係者が長崎県の金子原二郎知事に挨拶に趣いた際に、支援企業獲得でのサポートを要請したほどである。長崎市・佐世保市・島原市・離島という4つの経済圏に分かれる長崎県においては、セインツは「佐世保のチーム」といわれて支援企業獲得に難航している面もあると報じられた。解散後の地頭薗への取材では、企業や自治体への支援要請に対して「なぜこんなことをやってるの？」「お金、持ってるんでしょ？」といった対応を受けたという。
これらに対して、球団側は長崎市で予定されていた4試合を佐世保での開催に切り替えるなどの経費削減策を講じたが、大きな改善には至らず、月1千万円とされる運営費にも影響が出かねない状況となった。このため、2008年9月には、集客が予想を下回る中でこのまま支援が得られない状況が続けば、来シーズンからのリーグ脱退もあり得るという報道がなされた。リーグの鍵山誠CEOは「要請があれば資金援助を行う」とコメントしたが、地頭薗社長はスポンサー探しを可能な限り続ける意向を示した。結局、2008年度は約3,500万円の赤字を計上し、10月29日にリーグから2000万円の援助を受ける形で来シーズンもリーグに残ることが発表された。一方、自前のバスによる遠征や安価な公共宿泊施設の利用に加え、支配下登録選手の数を2008年より5人少ない22人に減らすといったさらなる経費の削減策も示された。
2009年7月、経営の安定化を図るために経営パートナーを広く全国から募集することを発表した。また、かつて広島カープの球団存続をかけて行われた「たる募金」にあやかる形で球場などで募金活動を行うことも明らかにされた。これに際しては、同じく広島でMAZDA Zoom-Zoom スタジアム広島建設のためにおこなわれた「平成のたる募金」で使用されたたるを、保管していた中国新聞社から借り受けている。しかし、不況に伴いリーグからの分配金が前年の3000万円から100万円に激減したことやスポンサーの支援が減少したことに加えて、これらの対策の効果が現れず、各種経費の未払や職員給与の遅配が続いたため、2009年8月には再びリーグ撤退の恐れが出ていると地元紙で報じられた。経営危機の表面化後、たる募金の額が急増して8月末で100万円を突破し、球団側は「存続に全力を尽くしたい」とコメントした。10月になって、大手企業との業務提携や新規スポンサーの獲得により、資金調達のめどが立ったとして来季もリーグに参加する見通しであると報じられた。
2009年度の入場者数は前年比4,559人増の25,180人（1試合平均630人）で、リーグ内では前年より増加した数少ないチームとなったが、同年度の売上高4700万円に対して収支は最終的に昨年度より多い、約5000万円の赤字となった。
2010年3月、球団首脳から「通年の参加がきわめて厳しい」という報告がリーグにあったと報じられた。県内企業からの新たな出資が獲得できず、リーグ分配金を含めた収入の見込みが2600万円程度にとどまる見通しで、最悪の場合前期途中での撤退もあり得るとされた。
5月に入り、球団の負債が1億円を越え、破産宣告の可能性もあるとの報道がなされた。地元の佐世保市は「公費での支援は困難」としながらも、4月以降支援のために市職員230人が後援会に入会したと朝長則男市長より、地頭薗社長に伝えられた。地頭薗社長は「現状では（7月からの）後期を戦い切るのは難しいが、いけるところまで頑張りたい」と述べた。
懸念された前期での休止は回避されたものの、前期の平均動員数は422人（前年前期は605人）と厳しい状況が続いていた。
9月20日、経営難により四国・九州アイランドリーグから撤退する方針を固めたと報じられる。この時点で2010年度のスポンサー収入は250万円にとどまっている。9月24日、リーグに正式に申請。9月29日に開催されたリーグの理事会で、リーグからの脱退が正式に決まった。選手のうち、希望者16名が10月13日に救済ドラフトで他球団の指名対象となり、うち8名が指名された。残る8名は改めて新人選手としてトライアウトを受けることができる。他球団の指名を受けた8名のうち7名は10月28日までに入団が内定したが、1名は条件が折り合わず任意引退となった。
10月1日、地頭薗社長は佐世保市役所で記者会見し、今シーズン限りでチームを解散して早ければ10月下旬にも破産手続きに入ると発表した。12月3日、長崎地方裁判所佐世保支部より破産手続開始決定を受けた。負債総額は約1億5千万円。
これによって、四国・九州アイランドリーグでリーグ戦に参加する九州の球団はなくなった。
2010年度の入場者数は前年比10,146人減の15,034人（1試合平均396人）であった。

## マスコット
セントポール・セインツのマスコットである「マドンナ」の妹という設定で、「ビーナス」と名付けられた豚をモチーフとしたものであった。

## 応援スタイル
- 応援歌は佐世保在住のグループ・サンディトリップによる『勝利の女神』。球場で試合の際にライブ演奏されることもあった。
- 私設応援団は球友会であったが、2010年のシーズン開幕前に事実上解散した。
- そのほかに佐世保青煌会という私設応援団も存在した。

## スタッフ・選手
2020年シーズン限りで水口大地（埼玉西武ライオンズ）と小野瀬将紀（茨城アストロプラネッツ）がそれぞれ引退・退団し、過去の所属選手で日本のプロ球団で現役でプレーする選手はいなくなった。

## その他
初年度よりファンの飼い犬であるスタンダードプードルの「金太郎」がベースボールドッグとして佐世保球場でのホームゲームに登場していた。2009年のシーズンからは背番号「11」（「ワンワン」にちなむ）のユニホームを着たが、同年7月27日に亡くなった。